# Witold Sobociński

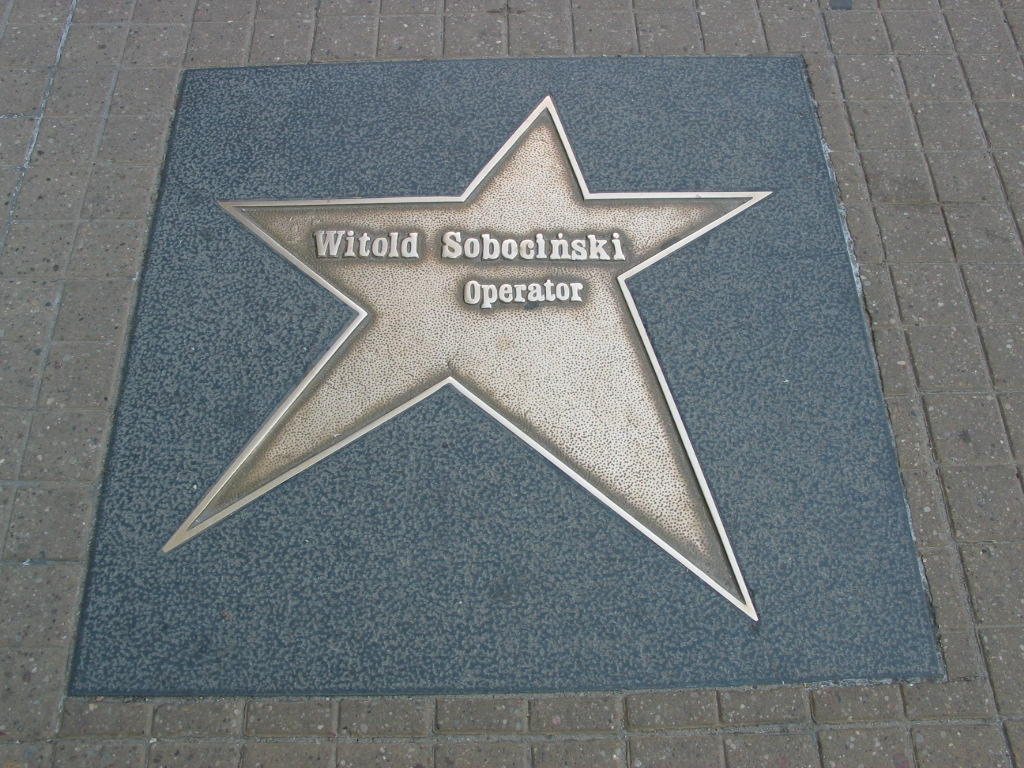
Steaua lui Witold Sobociński pe Aleea Stelelor din Łódź

Witold Wojciech Sobociński (n. 15 octombrie 1929, Ozorków, voievodatul Łódź, Polonia – d. 19 noiembrie 2018, Konstancin-Jeziorna, Mazovia, Polonia) a fost un operator de film polonez. A fost tatăl operatorului Piotr Sobociński (1958-2001) și bunicul actriței Maria Sobocińska și al operatorilor Piotr și Michał Sobociński.

## Biografie

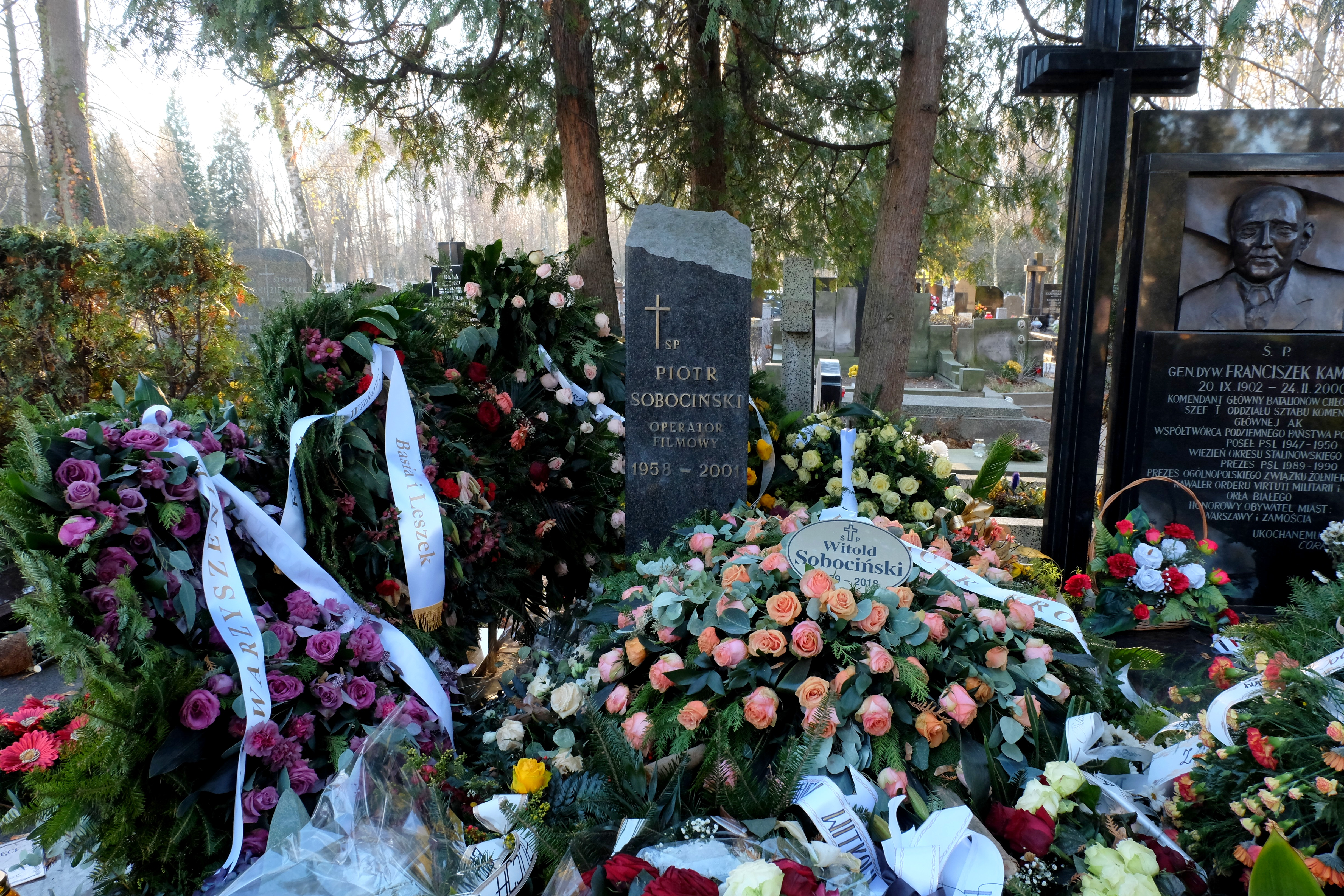
Mormântul lui Witold Sobociński în Cimitirul militar Powązki din Varșovia

S-a născut la 15 octombrie 1929 în orașul Ozorków din apropiere de Łódź. În 1951 a promovat examenul de absolvire a studiilor secundare la Liceul „Nicolaus Copernic” din Łódź. În anii 1950 a fost muzician în formația de jazz Melomani (fondată de Jerzy Matuszkiewicz), în care a cântat la diverse instrumente, incl. tobe și trombon. A fost poreclit „Dentox”. În 1955 a absolvit cursurile secției de operatorie film a Școlii Naționale de Cinematografie de la Łódź (a obținut diploma în 1984), unde a studiat cu Jerzy Wójcik. Și-a început cariera ca operator pentru filmele documentare și educative.
În anii 1955–1959 a lucrat ca regizor de lumini la Studioul Televiziunii Poloneze din Łódź și apoi în perioada 1959–1964 ca operator de film la studioul de film „Czołówka” al Armatei Poloneze din Varșovia. Începând din 1962 a lucrat la filmele de lung metraj, inițial pe post de cameraman (la filme precum Ciphers, Faraonul) și asistent operator (la filmul TV Tatăl), iar din 1967 ca operator principal.
Witold Sobociński a atras atenția criticilor cu filmul școlar Łodzie wypływają o świcie, regizat în 1955 de Ryszard Ber, pentru care a primit un premiu special la Festivalul Tineretului și Studenților de la Moscova în 1957. A debutat ca director de imagine în 1967 cu filmul Ręce do góry al lui Jerzy Skolimowski, care a fost oprit mulți ani de la vizionare de către organele de cenzură și a avut premiera abia în 1981. Ca urmare a debutului său reușit, a primit o ofertă de la cineastul Andrzej Wajda să colaboreze la realizarea unor filme, la care Sobociński a avut multă libertate artistică.  Primul lungmetraj al lui Witold Sobociński care a fost văzut de publicul larg a fost Totul de vânzare din 1968, în regia lui Andrzej Wajda. În cursul carierei sale Sobociński a colaborat, printre alții, cu Andrzej Wajda (Nunta, Pământul făgăduinței, Conul de umbră), Andrzej Żuławski (Trzecia część nocy), Wojciech Jerzy Has (Sanatoriul timpului), Krzysztof Zanussi (Życie rodzinne) și Roman Polański (Frantic, Piraci), precum și cu regizori străini. Începând din 1983 a fost profesor la Școala Națională de Cinematografie de la Łódź.
După colaborarea la filmele Piraci (1986) și Frantic (1988), Witold Sobociński a plecat în America pentru a-și găsi acolo un loc de muncă, dar a primit numai oferte pentru filme de categoriile B, C și D, așa că s-a întors în Polonia. Ultimul său film de cinema a fost Wrota Europy al lui Jerzy Wójcik, pentru care a primit premiul „Vulturul” și un premiu la Festivalul de Film Polonez de la Gdynia. A fost membru al PSC (Societatea Poloneză a Cineaștilor), precum și membru al juriului în competiția principală la ediția I-a și a III-a ale Festivalului Internațional de Film de Artă Camerimage de la Toruń din 1993 și 1995.
A murit pe 19 noiembrie 2018 în orașul Konstancin-Jeziorna. A fost înmormântat pe 27 noiembrie în Cimitirul Militar Powązki din Varșovia (secțiunea A3 tuje-3-13).

## Filmografie
- 1962 Łabędzi śpiew
- 1967 Ręce do góry
- 1968 Dancing w kwaterze Hitlera

Totul de vânzare (Wszystko na sprzedaż)
- 1969 Prawdziwie magiczny sklep
- 1970 Legenda

Przygody Gerarda (The Adventures of Gerard)
Życie rodzinne
Album polski
- 1971 Trzecia część nocy

Beczka Amontillado
- 1972 Nunta (Wesele)
- 1973 Sanatoriul timpului (Sanatorium pod Klepsydrą)
- 1974 În cer și pe pământ (Na niebie i na ziemi)

Zabójstwo w Catamount (Pittsville – Ein Safe voll Blut)
- 1975 Pământul făgăduinței (Ziemia obiecana)

Războiul meu, dragostea mea (Moja wojna, moja miłość)
Bielszy niż śnieg
Miłosierdzie płatne z góry (Nachtdienst)
- 1976 Conul de umbră (Smuga cienia)
- 1977 Śmierć prezydenta

Dom kobiet (Haus der Frauen)
Sam na sam
- 1978 Szpital przemienienia

Zaproszenie do wnętrza
- 1979 Drogi pośród nocy (Wege in der Nacht)

Własna wina
- 1981 Był jazz

W obronie własnej
- 1982 Alice (Alicja)
- 1984 Uindii

Widziadło
- 1986 Piraci (Pirates)
- 1988 Frantic
- 1989 Wiosenne wody (Torrents of Spring)
- 1990 Dzieci Bronsteina (Bronsteins Kinder)
- 1991 Skarga
- 1993 Ostatni U-Boot (Das Letzte U-Boot)
- 1995 ...nächste Woche ist Frieden
- 1999 Wrota Europy
- 2003–2004 Męskie-żeńskie
- 2009 Rewizyta

## Premii și decorații
- 1957 - Premiu special la Festivalul Tineretului și Studenților de la Moscova pentru Łodzie wypływają o świcie[6][10]
- 1962 - Premiul ministrului apărării naționale, cl. a III-a[6][7]
- 1964 - Premiul ministrului apărării naționale, cl. a II-a[6][7]
- 1970 - Premiul ministrului apărării naționale, cl. I pentru Album polski[6]
- 1972 - Premiul pentru imagine color la Lubuskie Lato Filmowe de la Łagów pentru Życie rodzinne[6]
- 1973 - Premiul pentru imagine la Lubuskie Lato Filmowe de la Łagów pentru Nunta[6]
- 1973 - Premiul ministrului culturii și artei, cl. a III-a[6][7][8]
- 1977 - Premiul ministrului culturii și artei, cl. a II-a pentru realizările artistice în domeniul cinematografiei[6][7][8]
- 1994 - Premiul „Broasca de aur” pentru întreaga carieră la ediția a II-a a Festivalului Internațional de Film de Artă Camerimage de la Toruń[6][8][10]
- 1998 - Crucea de Cavaler a Ordinului Polonia Restituta ca recunoaștere a realizărilor remarcabile în activitatea artistică și a meritelor în activitatea didactică cu ocazia aniversării a 50 de ani a Școlii Naționale de Film[7][14][15]
- 1999 - Premiul pentru imagine la Festivalul de Film Polonez de la Gdynia pentru Wrota Europy[6][8]
- 2000 - stea pe Aleea Stelelor de pe strada Piotrkowska din Łódź[6]
- 2001 - Premiul pentru cea mai bună imagine a anului 2000 la Premiile Filmului Polonez de la Orzeł pentru Wrota Europy[6][8]
- 2002 - Premiul Societății Americane a Operatorilor de Film (ASC) pentru întreaga carieră[6][7][8][10]
- 2004 - Premiul ministrului culturii pentru întreaga carieră[6][7][8]
- 2005 - amprenta mâinii pe Promenada Stelelor cu ocazia ediției a X-a a Festivalului Stelelor din Międzyzdroje[6]
- 2007 - Premiul Vulturul al Academiei Poloneze de Film pentru întreaga carieră[6][8]
- 2008 - Medalia de aur „Meritul cultural - Gloria Artis”[6][7][16]
- 2011 - Crucea de Comandor a Ordinului Polonia Restituta pentru „contribuția remarcabilă la cultura națională, pentru realizările în creația artistică și predare”[6][7][17]
- 2012 - Leul de Platină pentru întreaga carieră la Festivalul de Film de la Gdynia[6][8]
- 2014 - Premiul special al Societății Operatorilor Polonezi (PSC)[6]
- 2016 - Premiul pentru întreaga carieră la ediția a XXX-a a Festivalului de Film de la Tarnów[6]
- 2017 - Premiul Asociației Cineaștilor Polonezi pentru realizări artistice remarcabile[6]
- 2018 - Premiul pentru întreaga carieră la ediția a XXVI-a a Festivalului Internațional de Film de Artă Cinematografică „Camerimage” de la Bydgoszcz[6]
- 2018 - Premiul „Sabia de platină” pentru realizările artistice în domeniul filmului istoric la ediția a IX-a a Festivalului Internațional de Filme Istorice și Militare de la Varșovia[6]